# کیسی دونوان (بازیگر)
کیسی دونوان (انگلیسی: Casey Donovan؛ زاده ۲ نوامبر ۱۹۴۳ درگذشته ۱۰ اوت ۱۹۸۷) یک بازیگر پورنوگرافی اهل ایالات متحده آمریکا بود.
او برای بازی در فیلم جینجر (فیلم) شهره شد.